# Johann Rudolf Wyss

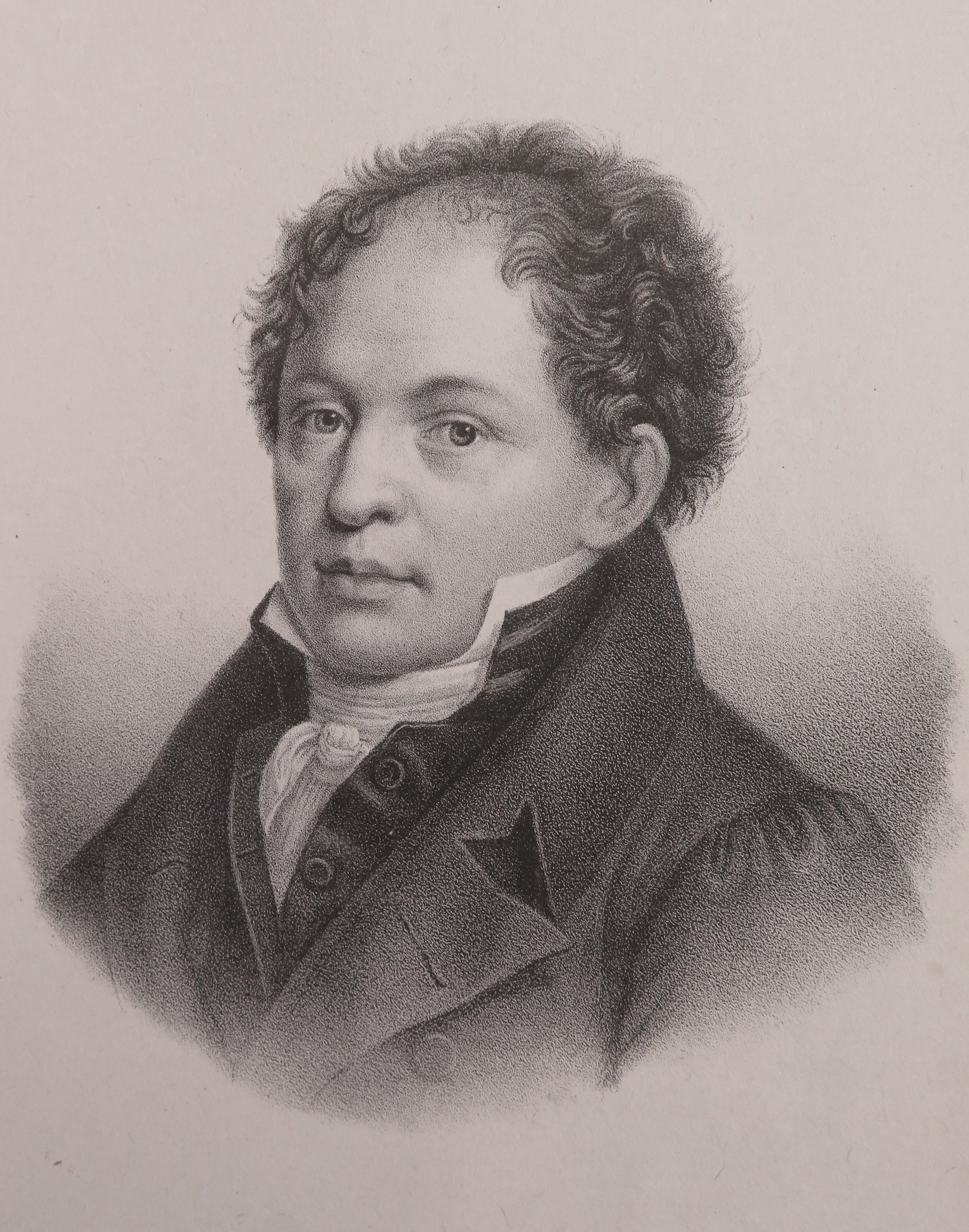
Johann Rudolf Wyß

Johann Rudolf Wyß oder modern schweizerisch Johann Rudolf Wyss (* 4. März 1781 oder 1782 in Bern; † 21. März 1830 ebenda) war ein Schweizer Dichter und Professor für Philosophie.

## Leben
Johann Rudolf Wyß studierte an der Hohen Schule in Bern, der Eberhard Karls Universität Tübingen, der Georg-August-Universität Göttingen und der Martin-Luther-Universität Halle-Wittenberg und war danach Hauslehrer in Yverdon. 1805 wurde er ordentlicher Professor an der Berner Akademie und wirkte von 1827 bis 1830 als deren Oberbibliothekar. In dieser Zeit war er auch Lehrer von Jeremias Gotthelf.
Wyß verfasste den Text zur früheren Schweizer Nationalhymne Rufst du mein Vaterland. Er war Herausgeber des 1811 von ihm zusammen mit Gottlieb Jakob Kuhn und Ludwig Meisner begründeten volkskundlichen Almanachs Alpenrosen, und zusammen mit Rudolf Emanuel Stierlin edierte er die Berner Chronik von Valerius Anshelm.
Am bekanntesten wurde er jedoch als Herausgeber des von seinem Vater Johann David Wyss geschriebenen Buches Die Schweizer Familie Robinson. Der erste Band dieses Werkes erschien 1812, der zweite 1813, der dritte 1826 und der vierte 1827.

## Weitere Werke
- Idyllen, Volkssagen, Legenden und Erzählungen aus der Schweiz. 2 Bde. Bern 1815–1822
- Reise in das Berner Oberland. 2 Bde. Bern 1816–1817